# 스코틀랜드의 역사
스코틀랜드의 역사는 영국의 홈 네이션스 중 하나인 스코틀랜드의 역사이다. 스코틀랜드에서는 빙하기가 끝날 무렵인 약 10,000년 전부터 인류 활동의 흔적을 볼 수 있으며, 석기 시대, 청동기 시대, 철기 시대를 거치면서 많은 유적들이 남겨졌다. 그러나, 이 시기까지에 대한 기록은 거의 남아있지 않다.
로마 제국 시기에 이르러 브리튼 제도에 대한 기록이 남겨지기 시작했다. 로마의 기록은 대부분 지금의 잉글랜드와 웨일스 지역에 있었던 로마 속주인 브리타니아에 대한 것이다. 브리튼섬 중 지금의 스코틀랜드 지역 대부분을 포함하는 브리타니아 이북의 지역은 칼레도니아라고 불렸으며 로마의 지배를 받지 않았다. 이 지역에 거주하였던 민족은 픽트족이었다. 당시 기록 가운데 스코틀랜드에 대한 것은 매우 제한적이나 지중해로 이어지는 중요한 해상 무역로 가운데 하나로 취급되고 있다.
스코틀랜드는 발트해 인근 왕국들과 아일랜드, 프랑스 및 유럽대륙을 연결하는 중요 해상 무역로였기에 이들과 깊은 관련을 맺어 왔다. 1707년 연합법에 의해 잉글랜드와 합병하여 그레이트브리튼 왕국이 되었으며, 이후 스코틀랜드 계몽주의와 산업 혁명이 일어나 유럽 산업과 금융의 중심지가 되었다. 제2차 세계대전으로 산업 발전의 퇴조가 있기도 하였으나, 전후 북해 유전 개발과 금융의 발전으로 산업과 문화의 부흥기를 맞았다. 1999년, 합병으로 폐회되었던 스코틀랜드 의회가 다시 설치되었다.

## 선사시대

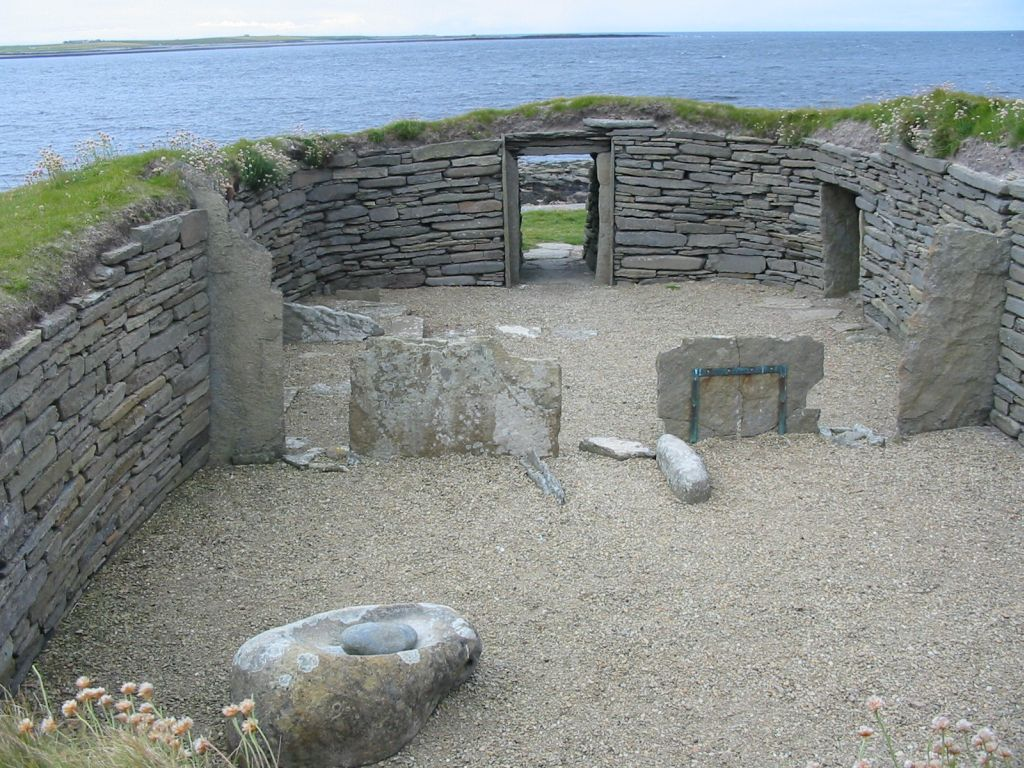
냅 오브 하우어, 기원전 3,500년 경

유럽의 마지막 빙하기는 기원전 130,000년 경에서부터 70,000년 경까지 지속되었다. 기원전 9,500년 경부터 브리튼섬 전역을 뒤덮고 있던 빙하가 물러나기 시작하였으며 이 무렵 인간이 스코틀랜드까지 이주하여 왔을 것으로 추정된다. 스코틀랜드에서 가장 오래된 선사 시대 유적은 에든버러 인근의 크래먼드에서 발견된 사냥 야영지로 기원전 8,500년 경인 중석기 시대에 만들어진 것으로 추정되고 있다.
신석기 시대에 들어 농경의 도입과 함께 정착지가 건설되기 시작하였다. 파파 웨스트레이에 남아 있는 냅 오브 하우어는 기원전 3,500년 경에 지어진 집으로 오늘날에도 보존상태가 좋아 당시 거주 문화를 알 수 있게 해 준다. 구릉 지역에 밀집하여 촌락을 이루는 방식은 청동기 시대까지 이어졌으며 스코틀랜드 보더지역 멜로스인근의 에이든 힐에는 기원전 1,000년 경 수 백채의 집이 밀집한 유적이 남아있다.
기원전 8세기 경, 수많은 왕국의 성립과 침략 등을 거치면서 브리소닉어를 사용하는 켈트족 문화가 스코틀랜드로 전파되었다. 기원전 7세기경 철기 문화가 전파되기 시작하였다. 철기 문화의 대표적인 유물로는 브로치와 같은 원탑형 요새가 있다.

## 로마 시대

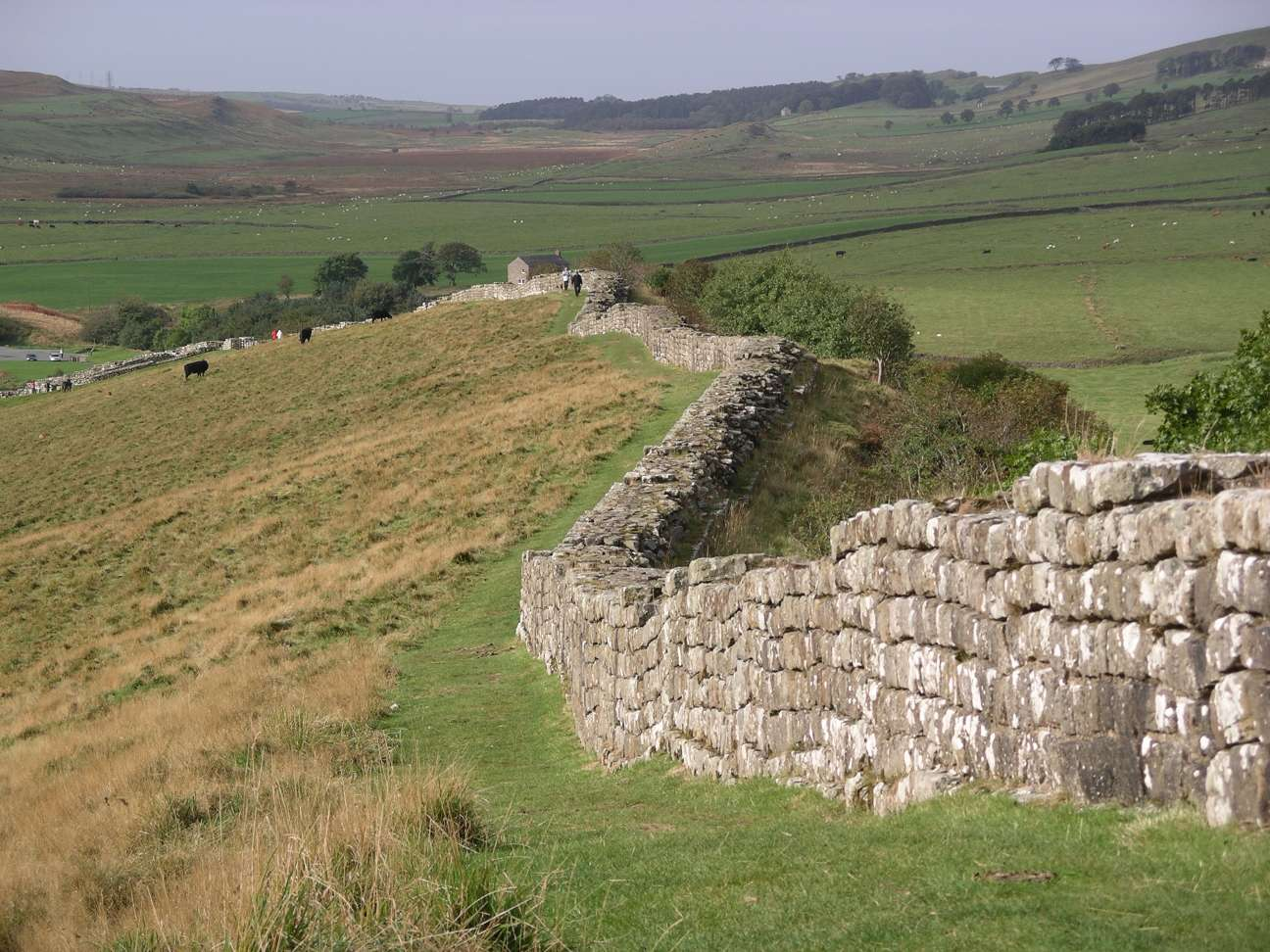
하드리아누스 성벽

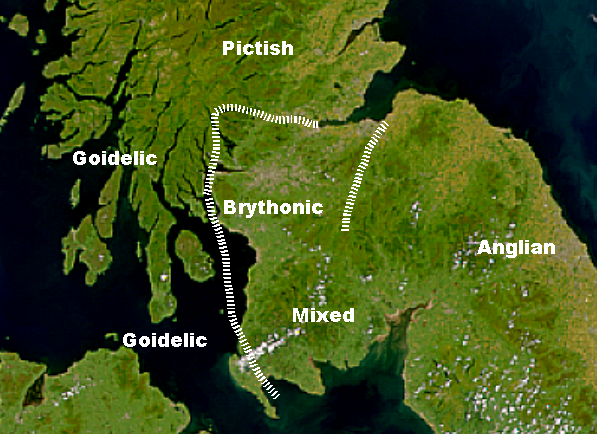
고대 스코틀랜드의 민족 분포

고대 그리스 마살리아(오늘날의 마르세유)의 지리학자 피테아스가 기원전 325년 당시 프레타니케라 불리던 스코틀랜드를 방문하였다는 기록이 있다.
기원후 43년 로마의 브리튼 정복이 있었다. 브리튼섬 남부에서 군사적 성공을 거둔 로마 제국은 79년 그나이우스 아그리콜라를 사령관으로 삼아 당시 칼레도니아로 불리던 스코틀랜드로 진격하였으나 지역 주민들의 거센 저항에 부딪치게 되었다. 82년 - 83년 아그리콜라는 스코틀랜드의 배후인 오크니 제도로 겔리선 함대를 보냈고, 84년 몬스 그라우피우스 전투에서 승리하였다. 아그리콜라의 사위인 타키투스의 《아그리콜라 전기》에 이 전투를 기록하였다. 그러나, 로마 제국은 칼레도니아 정복에 실패하였고 이후 300년간 브리튼섬 남부의 브리타니아를 통치하는 동안 접경지대에 하드리아누스 성벽을 쌓아 방어하였다. 최근 연륜연대학의 측정에 따르면 이 장벽의 일부는 아그리콜라의 전투 이전에 이미 존재하였던 것으로 밝혀졌다.
당시 스코틀랜드에 거주하던 주요 부족은 브리소닉어를 사용하는 켈트족의 지파로 클라이드만과 포스만 인근에 살았던 픽트족과 클라이드만 이남에 거주하며 스트래스클라이드 왕국을 이루었던 브리소닉 켈트족이었다. 스트래스클라이드 왕국의 남부 켈트족은 로마 문화로부터 많은 영향을 받았다.
로마 이후 스코틀랜드에는 역사상 중요한 세번의 민족 침입이 있었다.
- 5세기경 고대 아일랜드어를 사용하는 스코트족이 들어와 달 리아타 왕국을 세웠다.
- 7세기경 앵글로-색슨족이 고도딘족의 지역인 남부 스코틀랜드로 영토를 확장하였다.
- 759년 바이킹이 침입하여 오크니 제도, 갤러웨이 등지를 점령하였다.

스코틀랜드의 기독교 전파는 4세기경 성 니니안에 의해 시작되었다. 그러나 픽트족에 대한 기독교화는 쉽사리 이루어지지 않았고 이후 성 파트리치오와 성 콜룸바에 의해 기독교 전파가 다시 이루어졌다.

## 스코틀랜드 왕국

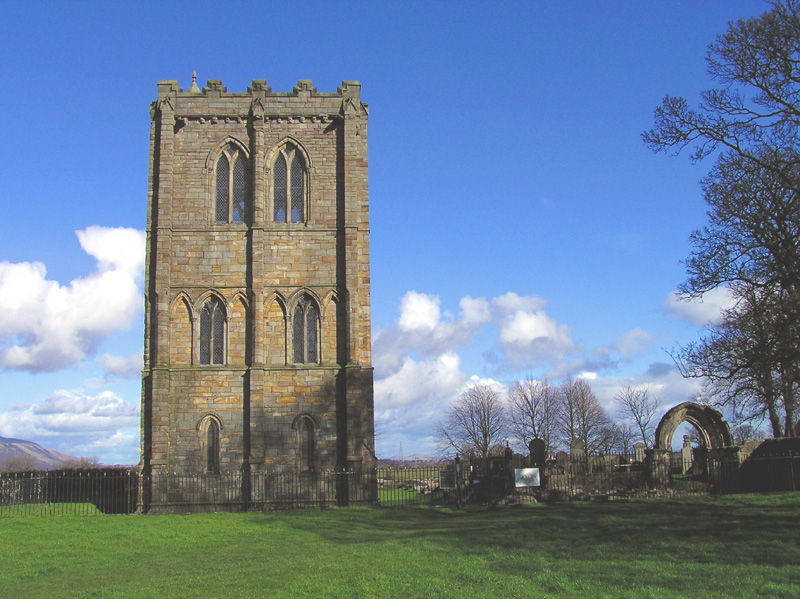
스코틀랜드의 수도원

전해내려오는 신화인 맥알핀의 반란에 의하면 케네스 맥알핀이 픽트족을 정복하고 스코틀랜드 왕국을 세웠다고 한다. 맥알핀 이후 알바의 왕위는 그의 동생 돔날 1세에게 계승되었고 맥알핀의 아들 카우산틴 1세는 픽랜드의 왕이란 칭호를 사용하였으나 그 이유는 알려져 있지 않다. 도널드 1세 이후 맥알핀의 손자인 카우산틴 2세가 왕위를 이었다.
초기 스코틀랜드 왕국은 포스강과 클라이드강 유역을 중심으로한 스코틀랜드 북부를 영토로 하였다. 스코틀랜드 남서부에는 스트래스클라이드 브리소닉 족이 여전히 존재하였고, 남동부에는 앵글로-색슨족의 초기 잉글랜드 왕국들 중 하나인 노섬브리아 왕국이 있었다. 스코틀랜드 왕국은 지속적으로 영토를 확장하여 1018년 말 콜룸 2세 무렵 현재의 스코틀랜드와 같은 영토가 되었다.
1066년 노르만 정복으로 정복왕 윌리엄에게 쫓겨난 잉글랜드의 왕위 계승자 에드거 애설링이 스코틀랜드로 망명하자 말 콜룸 3세는 에드거의 누이 마가렛과 결혼하였다. 이미 스코틀랜드 남부를 공격하고 있던 정복왕 윌리엄은 이를 계기로 스코틀랜드와 전쟁을 벌이게 된다. 이 전쟁에서 스코틀랜드는 패전하였으며 말 콜룸 3세는 그의 아들 돈카드 2세를 잉글랜드에 인질로 보내게 되었다. 한편, 말 콜룸 3세의 부인이 된 마가렛은 스코틀랜드에 많은 영향을 주었다. 그녀의 아버지는 잉글랜드 국왕이었고 어머니는 헝가리 공주였으며 어린 시절을 헝가리에서 보냈다. 마가렛은 호전적인 스코틀랜드 왕궁에 유럽의 문화를 전파하였다. 또한 그녀의 노력으로 베네딕도회가 스코틀랜드에 들어오게 되었다.
1093년 말 콜룸 3세가 사망하자 왕위는 그의 동생 돔날 3세에게 돌아갔다. 한편, 잉글랜드의 윌리엄 2세는 인질로 억류하던 돈카드 2세를 군대와 함께 스코틀랜드로 돌려보냈다. 이로 인해 스코틀랜드에서는 왕위 계승을 둘러싼 내분에 휩싸이게 되었다. 이 와중에 돈카드 2세는 살해되었고 말 콜룸 3세와 마가렛 사이에서 태어난 에드거가 도널드 3세와의 전투에서 승리하여 왕위에 올랐다.

## 고대 동맹
1292년 11월 30일 왕위를 주장하는 세력 가운데 가장 강력했던 존 발리올이 왕위에 올랐다. 그의 경쟁자였던 아난데일의 로버트 블루스는 불만스럽지만 이러한 결과를 받아들였다.(후일 블루스의 손자가 그의 이름을 이어받아 로버트 1세가 되었다.)
수년 뒤 잉글랜드의 에드워드 1세는 스코틀랜드의 왕위에 대한 자신의 권리를 주장하였다. 1295년 존 1세는 이에 대항하기 위하여 프랑스에 사절을 보내 고대 동맹을 결성하였다.
1296년 에드워드는 스코틀랜드를 침공하여 존 1세를 폐위시켰다. 잉글랜드의 침공에 대항하여 윌리엄 월리스와 앤드루 머레이가 스코틀랜드의 남과 북에서 거병하였다. 이들은 스털링 다리 전투에서 잉글랜드 군을 격파하였다. 이후 짧은 기간 동안 윌리엄 윌리스는 근위대장으로서 존 1세의 이름으로 스코틀랜드를 통치하였다. 1298년 에드워드는 다시 스코틀랜드를 침공하였으며 폴커크 전투에서 윌리스의 군대를 격파하였다. 윌리스가 탈주하자 존 코민과 로버트 브루스가 근위대장의 지위를 이어 잉글랜드에 대항하였다. 윌리스는 1305년 잉글랜드 군에 체포되어 처형당했다.
1306년 로버트 브루스는 스코틀랜드 왕위에 올라 로버트 1세가 되었다. 이후 여러 차례 잉글랜드와 스코틀랜드는 승패를 번갈아가며 싸웠다. 1314년 6월 23일에 잉글랜드의 에드워드 2세는 대대적으로 스코틀랜드를 침공하였으나, 배넉번 전투에서 로버트 1세가 이끈 스코틀랜드군에게 참패하였다. 1320년 교황 요한 22세의 중재로 양국의 전쟁은 종결되어 스코틀랜드는 중세 유럽의 여러 나라 가운데 주권국으로 존재하게 되었다.
스코틀랜드 의회는 귀족과 성직자로 구성되었던 자문위원회인 콜로퀴움(colloquium)에서 발전한 것으로 1235년부터 개최되었으나 제3신분을 포함한 모든 구성원들의 대표가 모여 개최된 것은 1326년부터이다.
1328년 잉글랜드의 에드워드 3세는 스코틀랜드의 독립을 보장하는 에든버러-노샘프턴 조약을 체결하여 로버트 1세의 통치를 인정하였다. 1329년 로버트 1세가 사망하자 왕위는 데이비드 2세가 이어 받았으나 그는 당시 5세의 어린이였다. 여전히 스코틀랜드 정복을 노리던 에드워드 3세는 1333년 잉글랜드는 에드워드 배일리얼을 내세워 "합당한 왕"의 옹립을 명분으로 또다시 스코틀랜드를 침공하였다. 어린 소년이었던 데이비드 2세는 프랑스로 망명하였고 스코틀랜드에서는 앤드루 머레이 경을 중심으로한 저항군이 조직되어 잉글랜드와 맞서싸웠다. 잉글랜드의 꼭두각시에 불과하였던 배일리얼은 국민들로부터 환영받지 못하였으며 결국 1341년 데이비드 2세가 스코틀랜드로 돌아오게 되었다. 스코틀랜드 정복에 실패한 에드워드 3세는 프랑스로 눈을 돌려 백년전쟁을 일으킨다.

## 중세 후반

스튜어트 왕가 통치기의 스코틀랜드 왕국 문장

1371년 데이비드 2세가 사망하자 왕위는 로버트 2세가 계승한다. 로버트 2세는 스튜어트 왕가의 시조가 된다. 1390년 로버트 3세가 아버지의 뒤를 이어 왕위에 올랐다. 로버트 3세의 재위 기간이던 1396년 유럽의 마지막 결투 재판인 클랜 전투가 국왕이 지켜보는 가운데 벌어졌다.
15세기에 이르러 스코틀랜드에서는 여러 대학들이 건립되었다. 1413년 세인트앤드루스 대학교가 세워졌으며 1450년에는 글래스고 대학교가 1495년에는 애버딘 대학교가 문을 열었다. 1496년에는 스코틀랜드 최초의 교육법이 의회를 통과하였다.
1468년 제임스 3세는 덴마크의 마가렛(Margaret of Denmark)과 결혼하였다. 덴마크는 그녀의 결혼 지참금으로 오크니 제도와 셰틀랜드 제도를 스코틀랜드에 양도하였다.
1488년 제임스 3세가 사망하자 그의 아들 제임스 4세가 왕위를 계승하였다. 1503년 제임스 4세는 잉글랜드의 헨리 7세의 딸인 마거릿 튜더와 결혼하였다. 이로써 잉글랜드 왕국과 스코틀랜드 왕국의 왕가는 혈연 관계를 형성하였으며 17세기 두 왕국의 동군연합인 왕국연합을 이루는 바탕이 되었다. 제임스 4세 치세의 스코틀랜드는 유럽 르네상스의 영향으로 문화적 발전이 두드러진 시기였다. 한편, 제임스 4세는 스코틀랜드의 군주들 가운데 스코틀랜드 게일어를 사용한 마지막 왕이다. 그의 아들인 제임스 5세 이후의 군주들은 영어를 사용하였다.
1512년 스코틀랜드는 프랑스의 요청에 따라 잉글랜드를 공격하였다. 이는 1295년 이래 지속되어온 프랑스와의 동맹관계에 의한 것이었다. 그러나 스코틀랜드는 1513년 플로든 필드 전투에서 1만명 이상이 전사하는 처절한 패배를 당하게 된다. 제임스 4세 역시 이 전투에서 전사하여 그로 추정되는 시체가 런던으로 압송되어 묻혔고 그의 피묻은 옷은 잉글랜드의 헨리 8세에게 전달되었다. 스코틀랜드 정부는 이 전투로 인하여 큰 손실을 입었다. 제임스 4세의 왕위는 제임스 5세에게 돌아갔으나 당시 제임스 5세는 첫돌도 지나지 않은 아기였다. 때문에 스코틀랜드는 상당 기간 섭정이 통치하였다. 당시 전투를 노래한 《숲 속의 꽃들》은 600년이 지난 지금까지 불리는 스코틀랜드의 오랜 민요이다.
1528년 제임스 5세가 스코틀랜드의 군주로 친정을 펼치기 시작하여 고원지대와 북부 섬들을 다시 복속시켰다. 제임스 5세는 1538년 프랑스의 귀족 마리 드 귀스와 파리의 노트르담 대성당에서 결혼하였다. 1534년 잉글랜드의 헨리 8세는 로마 가톨릭에 대항하여 영국 교회를 독립시키고 영국 성공회의 수장이 되었다. 이후 헨리 8세는 자신의 조카이기도 한 제임스 5세에게 로마 가톨릭을 버리고 성공회를 받아들일 것을 요청하였으나 제임스 5세는 이를 무시하였다. 이는 결국 전쟁으로 이어졌으며 1542년 솔웨이 모스 전투에서 스코틀랜드 군대는 또다시 궤멸적인 패배를 당하고 만다. 제임스 5세 역시 이 전투에서 전사하였다. 제임스 5세는 전사하기 직전에야 딸(스코틀랜드의 메리 1세)이 태어났다는 소식을 들었다. 이 소식을 들은 그는 스코들랜드어로 이렇게 유언하였다. "한 소녀와 함께 시작하였으니 한 소녀와 함께 끝나리라."(it cam wi a lass, it will gang wi a lass) 국왕이 전사하자 스코틀랜드는 또 다시 에런 백작이 섭정을 하게 되었다.

## 여왕 메리

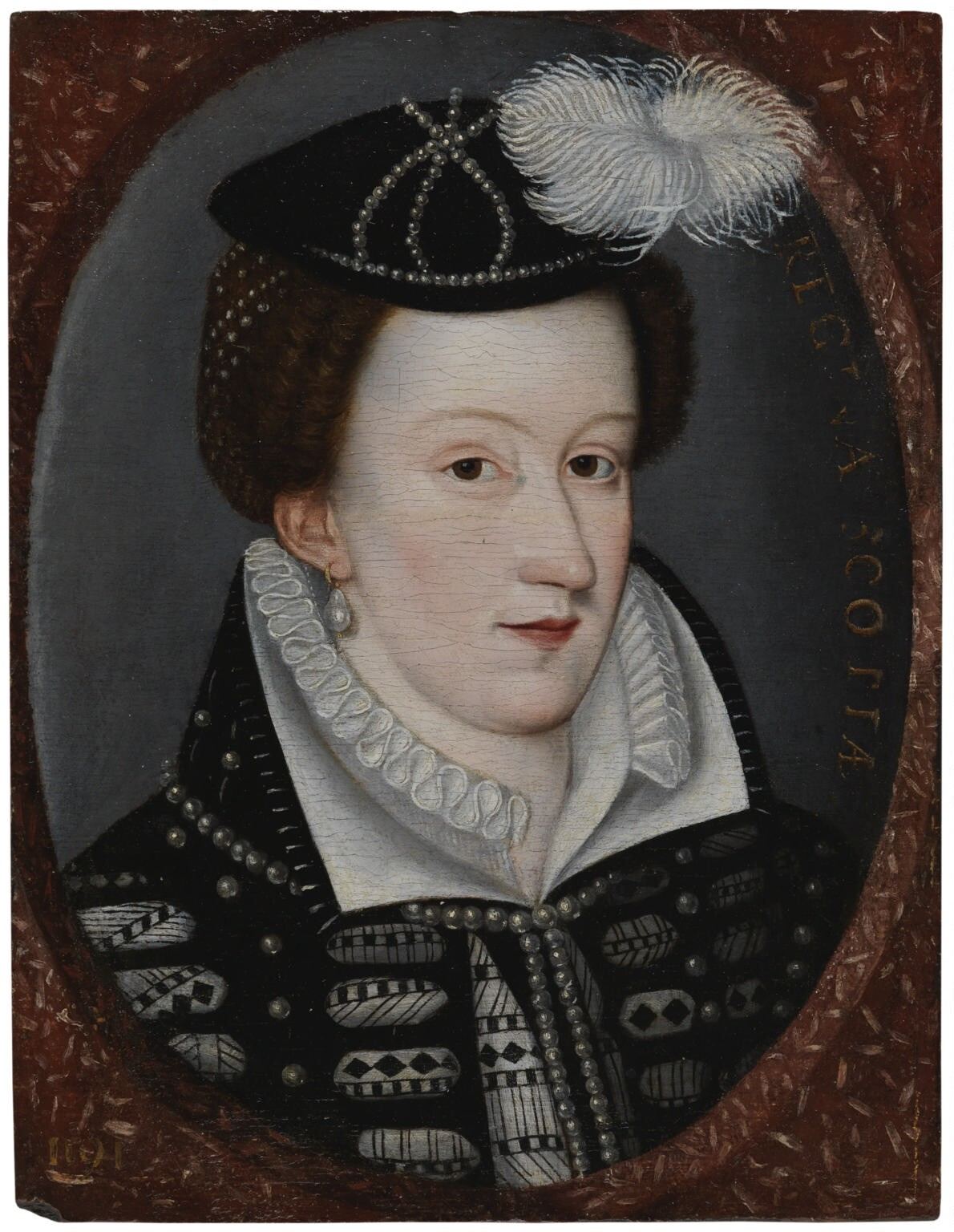
스코틀랜드의 메리 1세
큰 키와 미모로 유명하였다.

제임스 5세가 전사한 지 2년이 지난 1544년 헨리 8세는 자신의 아들 에드워드(잉글랜드의 에드워드 6세)와 메리 1세를 결혼시키고자 하였다. 스코틀랜드가 이를 거절하자 몇 번의 무력 충돌이 일어났으나 잉글랜드 군은 메리를 잉글랜드로 데려가지 못했다. 결국 헨리 8세의 이러한 "우격다짐 청혼"은 실패로 돌아갔고 1545년 5살의 메리 1세는 프랑스로 향했다. 그녀의 모후인 마리 드 귀스는 에런 백작이 섭정을 하는 동안 메리 1세의 권리를 보전하기 위해 (또한 그녀의 모국인 프랑스의 권익을 위해) 스코틀랜드에 잔류하였다.
1547년 헨리 8세가 사망한 후서머싯 공작 에드워드 세이무어가 핑키 클러프 전투에서 승리하였고 잉글랜드는 에든버러를 점령하여 "우격다짐 청혼"은 성공하는듯 하였다. 그러나 잉글랜드의 승전도 어린 메리 1세를 프랑스에서 돌아오도록 하지는 못했다. 마리 드 귀스는 고대 동맹에 따라 프랑스의 파병을 요청하였고 이로 인해 잉글랜드는 스코틀랜드의 섭정을 포기하여야 하였다. 1550년 잉글랜드는 스코틀랜드에서 철수하였다.
잉글랜드의 철수 이후 스코틀랜드의 실권은 메리 1세의 모후인 마리 드 귀스에게 돌아갔고 스코틀랜드에 대한 프랑스의 영향력이 강화되었다. 그녀의 통치가 길어지자 스코틀랜드에서는 개신교도를 중심으로 한 반프랑스 세력이 늘어났다. 1560년 마리 드 귀스가 사망하자 스코틀랜드 의회는 에든버러 조약을 통해 고대 동맹의 파기를 선언한다. 이 조약은 메리 1세의 비준없이 집행되었으며 잉글랜드와 프랑스 양국의 즉각적인 철군이 주요 내용이다. 한편, 같은 해 스코틀랜드 종교개혁이 일어나 로마 가톨릭의 미사를 폐지하고 스코틀랜드 교회가 성립되었다.
스코틀랜드의 종교개혁에도 불구하고 메리 1세는 프랑스에서 교육받아 가톨릭 신자로 성장했으며 1558년 프랑스의 도팽 프랑수아와 결혼한다. 1559년 프랑수아는 프랑스의 앙리 2세에 이어 왕위에 올랐으나 즉위 한 지 1년이 지난 1560년 사망한다. 프랑수아의 사망으로 메리 1세는 스코틀랜드로 돌아오게 된다. 당시 잉글랜드와 스코틀랜드는 종교개혁의 여파로 종교갈등이 산재하였고, 이는 1558년 즉위한 잉글랜드의 엘리자베스 1세가 메리 1세를 경계한 이유가 되었다. 메리 1세 역시 엘리자베스 1세와 같이 헨리 7세의 자손으로서 잉글랜드의 왕위 계승권이 있었기에 여전히 로마 가톨릭을 신봉하는 세력의 지지를 받았기 때문이었다.
1565년 메리 1세는 자신과 같은 스튜어트 왕가의 일원인 헨리 스튜어트와 결혼하였다. 헨리 스튜어트는 이를 계기로 자신이 왕위에 올라야 한다고 주장하였으나 실패하였다. 헨리 스튜어트는 자신의 야심을 이루기 위해 메리 1세의 두터운 신임을 받던 수상 데이비드 리치오를 메리 1세의 눈앞에서 살해하고 메리 1세를 감금하였다. 한편, 메리 1세는 당시 이미 후계자를 임신하고 있었고 감금 중에 제임스(잉글랜드의 제임스 1세, 스코틀랜드의 제임스 6세)를 출산하였다. 아들의 출산으로 마음을 바꾼 헨리 스튜어트는 메리와 함께 탈출하나 그의 배반에 분노한 귀족들에 의해 살해된다. 메리는 또 다시 보스웰 백작 제임스 헵번에 의해 로치 레븐 성에 감금당하는 신세가 되었으며 제임스 헵번의 강요에 의해 결혼하게 된다. 남편이 사망한 지 얼마 되지 않아 이루어진 이 결혼으로 인해 메리 1세의 지지도는 크게 하락하였다. 결국 1567년 메리 1세는 폐위되고 왕위는 갓 1살이 된 그의 아들 제임스가 계승하게 되었다.
1568년 메리 1세는 로치 레븐 성을 탈출하여 자신의 왕위를 되찾기 위해 병력을 모았으나 랭사이드 전투에서 패배하고 만다. 메리 1세는 잉글랜드로 압송되었으며 18년 동안 유폐되었다. 1580년 남편인 보스웰 백작이 덴마크의 감옥에서 사망하자 잉글랜드는 그녀가 또 다시 다른 유력자와 결혼할 것을 우려 하여 반역죄를 언도하였다. 1587년 2월 8일 메리 1세는 그녀의 친척인 엘리자베스 1세에 의해 가톨릭 반란을 주동하였다는 혐의로 처형되었다.
한편, 엘리자베스 1세는 평생 독신으로 지냈기에 후사가 없었다. 1603년 엘리자베스 1세가 사망하자 잉글랜드의 왕위는 메리 1세의 아들인 스코틀랜드의 제임스 6세가 계승하여 잉글랜드의 제임스 1세로 즉위하게 된다. 제임스 1세의 즉위로 잉글랜드 왕국과 스코틀랜드 왕국은 동군연합을 이루게 되었다. 당시 잉글랜드와 스코틀랜드는 같은 군주의 지배를 받는 독립된 국가였으나 이러한 동군연합은 후일 그레이트브리튼 왕국을 형성하는 기반이 되었다.

## 종교 개혁

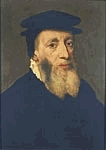
존 녹스

16세기 스코틀랜드에서는 종교개혁이 진행되었다. 16세기초 마틴 루터와 장 칼뱅의 교의가 스코틀랜드에 파급되었다. 초기에 많은 개신교도가 이단으로 몰려 처형당하였다. 특히 성 앤드루 대주교였던 데이비드 비튼은 1528년 루터파의 지도자인 페트릭 헤밀턴을 처형하였으며 1546년에는 초기 칼뱅파였던 조지 위셔트를 처형하였다. 비튼은 위셔트를 처형한 지 얼마 지나지 않아 암살당한다.
종교개혁 운동은 1559-60년 사이에 결국 내전으로 발전하였으며 개신교도는 스코틀랜드 의회를 장악하게 된다. 1560년 스코틀랜드의 메리 1세가 프랑스에 있는 사이 스코틀랜드 의회는 스코틀랜드 교회를 로마 가톨릭에서 분리한다. 그러나 가톨릭을 신봉하는 세력 역시 상당 수 잔존하였으며 특히 고원 지대에서 그 영향력이 컸다.
메리 1세는 로마 가톨릭을 신봉하였으나 종교에 대해 관용적인 태도를 취했다. 그러나 그녀의 뒤를 이은 제임스 6세는 개신교도였으며 후일 엘리자베스 1세의 뒤를 이어 잉글랜드의 제임스 1세로 즉위하자 영국 성공회의 수장이 되었다.
스코틀랜드 종교개혁에서 주목할 만한 인물은 존 녹스이다. 존 녹스는 제네바에서 칼뱅파 성직자가 되어 스코틀랜드로 돌아왔다. 그는 장 칼뱅과 조지 위셔트의 가르침을 계승하여 스코틀랜드에 칼뱅파를 전파하였다. 스코틀랜드의 칼뱅파는 장로교라 불린다. 이를 신봉한 장로교도들은 잉글랜드 내전과 세 왕국 전쟁에서 중요한 위치를 차지하게 된다.

## 세 왕국 전쟁과 청교도 혁명

### 주교 전쟁
스코틀랜드와 잉글랜드는 종교개혁을 통해 로마 가톨릭을 거부하였으나 둘 사이에는 다소간의 차이가 있었다. 잉글랜드의 영국 성공회는 전례와 예배 등에서 가톨릭적 관습을 대부분 유지하였으나 스코틀랜드의 칼뱅파는 보다 자유로운 형태의 예배를 받아들였다. 제임스 1세는 스코틀랜드 교회에 잉글랜드 성공회적 요소를 도입하기 위해 노력하였으나 그 성과는 한계가 있었다. 제임스 1세의 뒤를 이어 왕위에 오른 찰스 1세는 1637년 잉글랜드 교회의 기도집을 스코틀랜드 교회에 도입하였다. 이에 대한 반감이 광범위하게 퍼져 1638년에는 스코틀랜드 전역에서 서약파 운동이 일어났다. 이들은 국왕의 강권에 맞서 자신들의 예배 방식과 신앙을 지키겠다고 서약하였다. 같은 해 11월 글래스고에서 소집된 스코틀랜드 하원은 스코틀랜드 교회의 모든 주교를 추방하였으며 그 자리에 장로교 성직자를 세웠다.
찰스 1세는 추방당한 주교를 다시 세우기 위해 군대를 소집하여 스코틀랜드를 압박하였다. 이를 주교 전쟁이라 한다. 그러나, 1640년까지 잉글랜드의 군대는 베르윅을 점령한 것이 고작이었다. 1640년 잉글랜드의 군대가 뉴캐슬 서부의 뉴번에서 패배하자 찰스 1세는 아일랜드의 가톨릭 교도로 구성된 군대를 소집하였다. 그의 이러한 시도는 잉글랜드와 스코틀랜드 양 쪽에서 격한 반발에 부딪혔고 아일랜드의 군대는 철군하였다. 이러한 찰스 1세의 모험은 오히려 화를 불러 아일랜드에서는 반란이 일어났다.
찰스 1세는 아일랜드의 반란을 진압하기 위한 자금을 마련하기 위해 잉글랜드 의회에게 새로운 세금 법안을 통과시키도록 압박하였다. 그 동안 국왕의 전제적인 통치에 불만을 품고 있던 의회는 국왕과 충돌하였고, 결국 잉글랜드 내전이 일어나게 된다.

### 내전

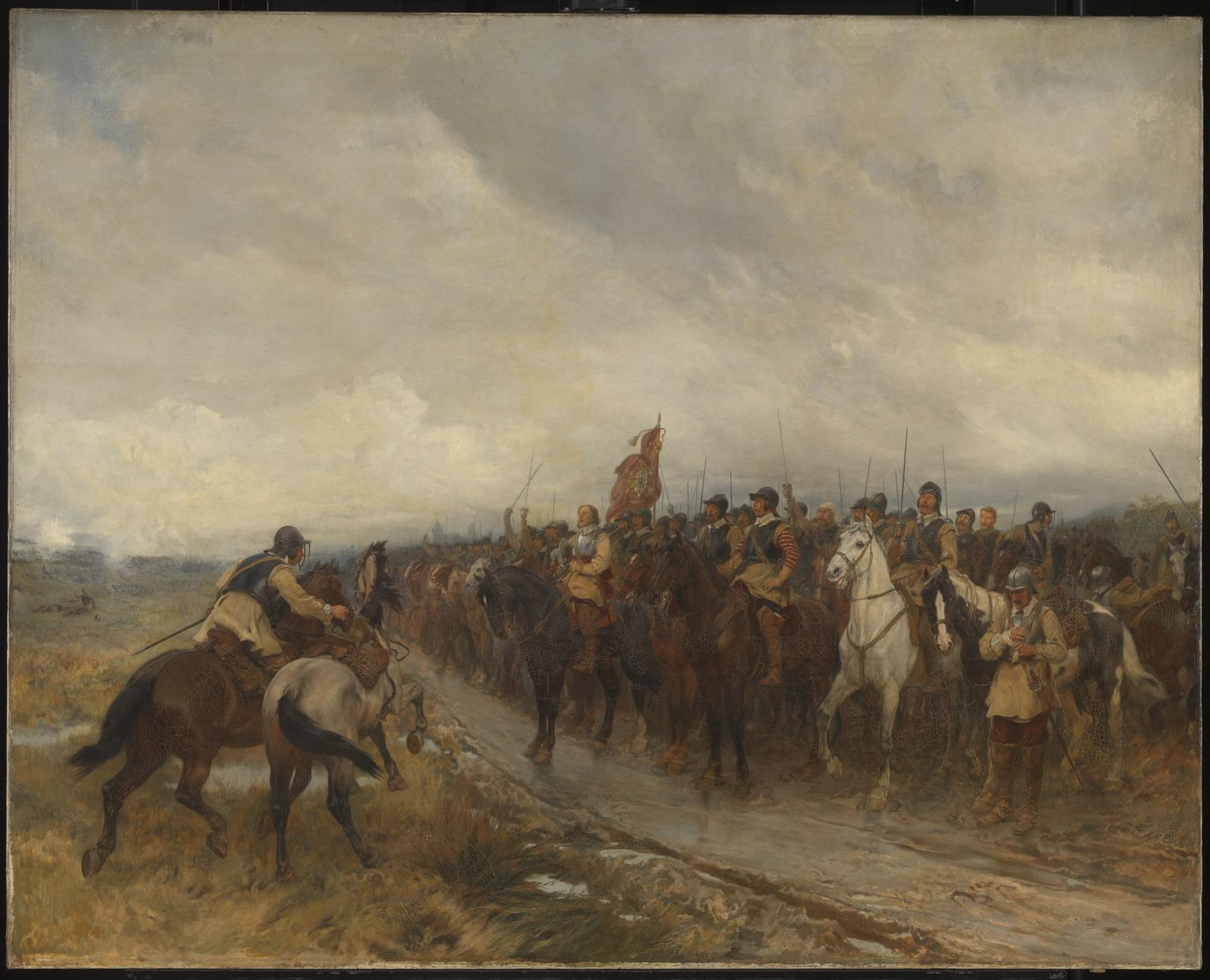
올리버 크롬웰의 철기군

잉글랜드 내전이 진행되는 동안 의회파는 공동의 적인 찰스 1세와 왕당파에 대항하기 위해 동맹을 맺는다. 둘 사이에 맺어진 솔렘 리그와 서약에 따라 스코틀랜드 군대는 마스턴 무어 전투에서 찰스 1세의 군대를 격파한다.
한편, 스코틀랜드의 고원지역에서는 여전히 국왕의 지지 세력이 강성하였다. 1645년 몬트로스 후작 제임스 그래험은 국왕을 위한 군대를 일으켰다. 그의 군대에 동참한 스코틀랜드인은 그리 많지 않았으나 1천여명의 아일랜드인이 합세하였다. 아일랜드 동맹이라 불린 이들은 알레스데어 맥콜라의 지휘를 받았다. 1644년부터 이어진 스코틀랜드 내전에서 맥콜라는 탁월한 병기 운용으로 기습 공격을 성공시키곤 하였으며 티페무어 전투에서 승리하였다. 그러나 계속되는 전투에서 왕당파의 군대는 점차 수가 줄었으며 필퍼프 전투에서 패배하게 된다. 북부로 도망친 몬트로스 후작은 서약파에 대항하여 항전을 계속하였다. 1646년 찰스 1세의 항복으로 전쟁은 종결되었다.
전쟁의 종결되자 스코틀랜드의 서약파는 찰스 1세로부터 장로교의 인정을 서약받고 찰스 1세를 지지한다. 그러나 올리버 크롬웰과 그를 추종하는 독립파는 찰스 1세의 폐위를 주장하여 장로교와 대립하게 되었다. 1648년 찰스 1세는 장로파와 연합하여 다시 내전을 벌였으나 올리버 크롬웰에게 패배하여 처형되었다. 1649년 올리버 크롬웰은 공화정을 선포하여 잉글랜드 연방이 출범하였다. 크롬웰과 청교도의 잉글랜드 연방 건국은 '청교도 혁명'이라 불린다.

### 크롬웰의 침공
크롬웰 정부가 1649년 5월 찰스 1세를 처형하고 잉글랜드 연방을 선포하였다는 소식이 에든버러에 있던 찰스 2세에게 전해졌다. 찰스 2세는 스코틀랜드로 진군한 크롬웰의 군대와 전쟁을 벌였으나 패배하고 프랑스로 망명하였다. 찰스 2세는 크롬웰이 사망한 후 왕정복고를 통해 잉글랜드와 스코틀랜드의 국왕이 되었다.

## 제임스 7세의 폐위

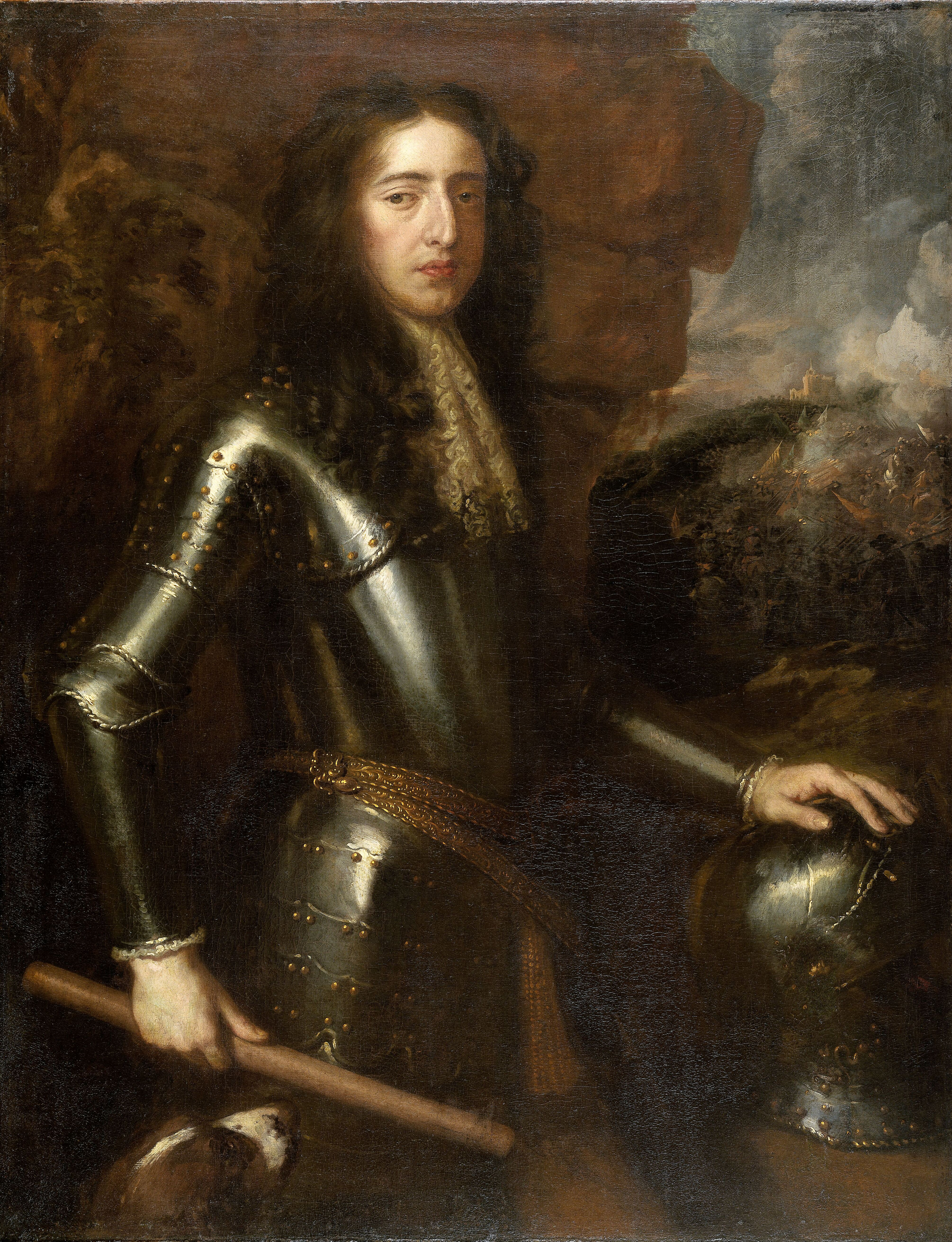
오렌지공 윌리엄

1685년 찰스 2세가 사망하자 왕위는 동생인 제임스에게 돌아갔다. 그는 스코틀랜드에서는 제임스 7세가 되며, 잉글랜드에서는 제임스 2세가 된다. 제임스는 왕권신수설을 신봉하였으며 로마 가톨릭에 기울어져 있었다. 즉위 후 제임스는 가톨릭에 대해 관용적인 정책을 취했으며 이는 저교회파가 장악하고 있던 의회와 갈등을 야기하였다. 한편, 제임스의 딸 메리는 개신교도로 네덜란드 공화국의 총독 오렌지공 윌리엄과 결혼한 상태였다. 제임스에게 아들이 생기자 의회가 지지하고 있던 메리는 왕위계승권의 순위가 뒤로 밀리게 되었고, 의회는 이를 영국 성공회가 붕괴될 수 있는 위기로 느꼈다.
1688년 의회와 국왕의 대립은 결국 명예 혁명으로 이어졌다. 그 결과 제임스는 폐위되어 프랑스로 망명하였으며 그의 딸 메리와 사위인 윌리엄이 잉글랜드와 스코틀랜드의 공동 군주로 즉위하였다. 잉글랜드 의회는 권리청원을 통해 국왕의 권리를 제한하고 의회 민주주의가 이루어지는 기초를 세웠다.
명예 혁명 후 메리와 윌리엄이 스코틀랜드의 군주로 즉각 인정되지는 않았다. 스코틀랜드 의회는 영국 성공회와 독립적인 장로교 신앙을 인정하는 것 등을 포함한 스코클랜드 권리장전에 서명을 받고서야 그들을 국왕으로 인정했다.

## 재커바이트 반란과 합병
메리와 윌리엄의 즉위 이후에도 스코틀랜드 고원지대와 북부에서는 여전히 제임스를 지지하는 세력들이 존재하였다. 재커바이트라 불린 이틀은 1688년부터 반란을 일으켰다. 제임스의 복위를 목표로 하였던 재커바이트의 반란은 제임스 사후 스튜어트 왕가의 복권을 주장하였으며 하노버 왕가가 들어선 1746년까지 수 차례에 걸쳐 반란이 일어났다.
잉글랜드의 제임스 1세 이후 동군연합을 유지하고 있던 잉글랜드 왕국과 스코틀랜드 왕국은 앤 여왕 시기에 이르러 1707년 연합법에 의해 합병되었다. 불운한 7년 및 다리엔 계획으로 인한 경제 위기가 합병의 원인들 중 하나로 작용했다. 잉글랜드와 스코틀랜드의 합병으로 그레이트브리튼 왕국이 세워졌다. 앤 여왕은 스튜어트 왕가의 마지막 군주였다. 앤 여왕의 사후 조지 1세가 왕위를 계승하여 하노버 왕가가 시작되었다.

## 산업혁명과 스코틀랜드 계몽주의

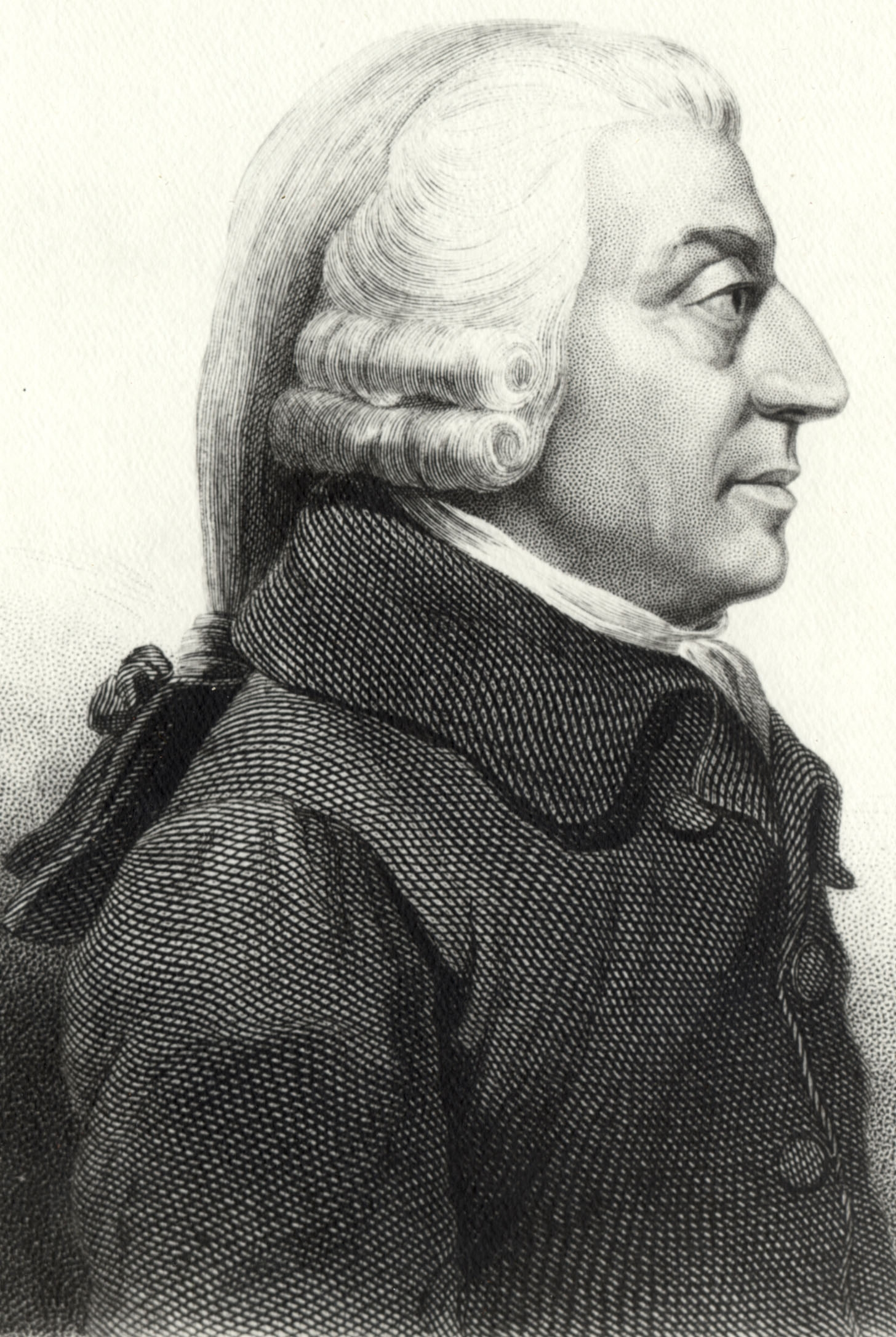
애덤 스미스

1707년 연합법에 의해 잉글랜드 의회와 스코틀랜드 의회 역시 합병되어 그레이트브리튼 의회가 시작되었다. 1745년 의회는 격렬한 복수를 거듭하던 스코틀랜드 클랜을 해체하기로 결의한다. 이후 스코틀랜드 게일어를 포함한 스코틀랜드 고지대의 문화는 점차 잊혀져 그 흔적은 대영제국의 군대에 합류한 군대에서나 볼 수 있게 되었다. 클랜 수장의 사회적 영향력은 쇠퇴하였고 자신들의 토지에 대한 지주로서만 의미를 가지게 되었다.
이렇게 형성된 지주들은 양모 생산을 위한 자신들의 목장을 확장하는데 주력하였다. "고원 정비"로 불린 이러한 목장 정비 사업으로 많은 고지대 주민들이 자신의 땅에서 쫓겨나 저지대의 도시로 유입되었다. 이들은 대영제국에서 산업혁명이 일어날 수 있었던 또 다른 동력인 노동자 계급을 형성하였으며 상당수가 캐나다의 퀘벡주나 온타리오주로 이민하였다. 같은 시기에 있었던 스코틀랜드 농업 혁명은 스코틀랜드 저지대의 생활상을 변화시켰으며 인구가 크게 증가하였다.
7년 전쟁(1756 - 63년) 이후 스코틀랜드는 확고한 대영제국의 일원이 되어 그레이트브리튼 왕국과 운명을 같이하게 되었다. 1792년에는 스코틀랜드 성공회나 로마 가톨릭에 대한 대부분의 가혹한 차별 법규가 철폐되었다. 한편, 이 시기 스코틀랜드에서는 유니테리언 신앙, 곧 이신론이 크게 유행하였다.

### 18세기의 교권분리와 경제
18세기 초에는 스코틀랜드 교회의 초기 분리가 있었다. 이 분리의 원동력은 정부의 이권과 지방지주와의 갈등이었다.  한 부류는 복음주의 강경당이였고 다른 한 부류는 영국 왕실에 보다 순종적인 온건파였다.  온건파로는 윌리엄 로버트슨, 휴그 블레어가 있다. 주로 칼뱅주의를 따랐던 복음주의진영은 계몽주의 노선을 지지했던 온건파와 사상적인 문제에 다툼이 있었다.  1712년에 있었던 Patronage Act는 복음주의 진영에게 큰 충격이었다.  이것은 지방 영주가 목회자를 선택할 수 있는 권한을 주는 법으로 교회 내에서의 투표가 불법이 되었다.
18세기 동안 글래스고와 에든버러는 급속도의 경제적 성장을 보였다. 또한 스코틀랜드 계몽주의는 애덤 스미스, 데이비드 흄, 제임스 보스웰과 같은 거장들을 배출하였다. 과학적 성과를 활용한 기술 발전도 이어졌다. 글래스고 대학교의 기기 제조자로 증기기관을 발명한 제임스 와트를 비롯하여 농학자 제임스 허튼, 전보를 발명한 윌리엄 톰슨 등이 유명하다.
이 시기의 저명한 문인으로는 시인 로버트 번스, 《아이반호》와 같은 역사 소설을 쓴 월터 스콧, 19세기의 시인 조지 맥도널드 등이 있다.
19세기로 들어서면서 스코틀랜드의 저지대는 산업지대로 변모하였다. 글래스고와 클라이드 강 하구는 조선업의 중심지가 되었다. 특히 글래스고는 세계에서 가장 큰 도시로 성장하여 런던에 이은 "연합왕국의 제2 도시"로 불렸다.

## 20세기 이후

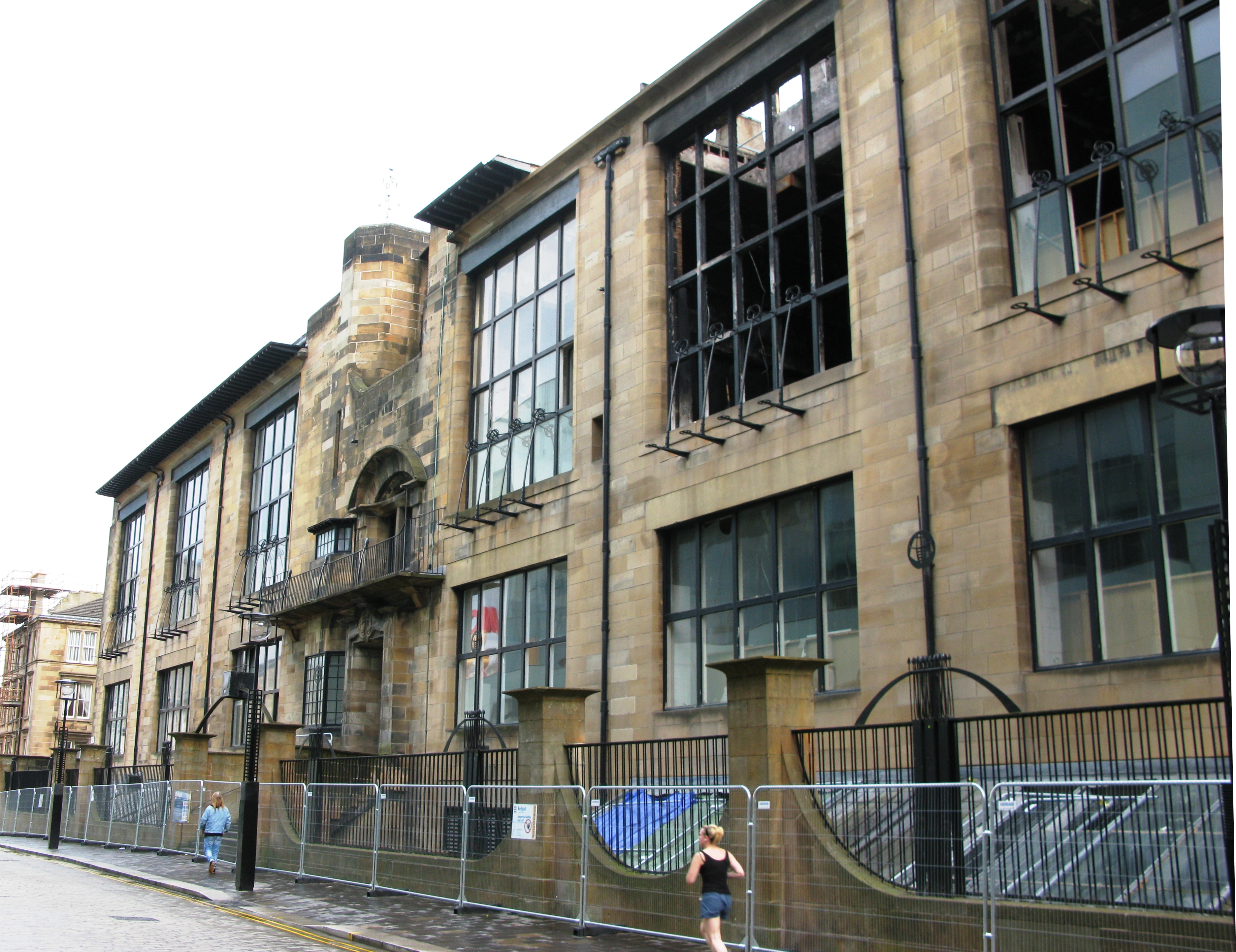
1909년 세워진 글래스고 예술학교 건물

제1차 세계대전은 스코틀랜드에 많은 피해를 입혔다. 고지대에서는 많은 젊은이들이 전사하여 인구 불균형이 사회 문제로 대두되었다. 글래스고와 같은 저지대 산업지역에서는 가난한 노동자들이 열악한 환경에 놓여있었다. 1919년 1월 글래스고와 클라이드뱅크를 중심으로한 저지대에서는 존 맥린을 중심으로한 레드 클라이드사이드 운동이 일어났다. 노동자들의 봉기에 경악한 영국 정부는 탱크와 병사를 동원하여 이를 진압하였다. 설상가상으로 1920 - 30년대에 걸친 불황으로 인해 글래스고는 최악의 실업률을 기록하였다.
제2차 세계대전 동안 스코틀랜드의 해군 기지와 생산시설은 독일 공군의 표적이 되었다. 글래스고와 클라이사이드는 나치 독일의 독일 공군에 의해 많은 피해를 입었다. 특히 클라이드뱅크는 전쟁 중 일어난 폭격으로 가장 많은 인명이 희생되었다. 스코틀랜드 고지대에서는 많은 젊은이들이 또 다시 참전 행렬을 이루었다. 로카버에는 특수전과 유격전을 위한 군사학교가 세워져 신병을 양성하였다.
2차 세계 대전 이후 스코틀랜드의 조선업은 쇠퇴하였으며 경쟁력을 상실하였다. 이러한 상황은 1970년대 북해 유전이 발견될 때까지 지속되었다. 이러한 상황에서 스코틀랜드 독립을 주장하는 민족주의 정당인 스코틀랜드 국민당의 지지가 확산되었다. 그러나 1979년 실시된 자치권 이양 투표는 40%만이 찬성하여 부결되었다.
스털링 다리 전투 700주년인 1997년 11월 11일 노동당과 토니 블레어 총리는 스코틀랜드의 자치를 공식 선언하였다. 이로 인해 1999년 스코틀랜드 의회가 다시 개원하였다.
2000년대 초반까지도 스코틀랜드에서는 봉건제가 남아 있어 토지에 대한 봉건 지세가 부과되었다. 이러한 봉건제와 봉건 지세는 2004년 11월 28일에서야 폐지되었다.
2007년 총선에서 스코틀랜드 국민당이 승리하여 앨릭스 새먼드가 자치 수반으로서 자치 정부를 이끌게 되었다. 스코틀랜드 국민당은 여전히 스코틀랜드의 독립을 추진 중이다.

## 같이 보기
- 영국의 역사
- 스코트인 씨족

## 참고 문헌
- Braudel, Fernand, The Perspective of the World, vol III of Civilization and Capitalism (1979, in English 1984), pp 370-372
- Buchan, James, Capital of the Mind: How Edinburgh changed the world, John Murray, 2003 ISBN 0-7195-5446-2
- Edward J. Cowan, "For Freedom Alone": the Declaration of Arbroath, 1320, Tuckwell, East Linton, 2004 ISBN 1-86232-150-7
- Devine, T.M. The Scottish Nation, 1700-2000 (Penguin books, 1999) ISBN 0-14-100234-4
- Devine, T. M., Scotland's Empire 1600-1815, Allen Lane, Harmondsworth, 2003 ISBN 0-7139-9498-3
- Duncan A. A. M., The Kingship of the Scots 842-1292: Succession and independence, Edinburgh UP, Edinburgh, 2004 ISBN 0-7486-1626-8
- Finlay, Richard Modern Scotland 1914-2000, Profile 2004 ISBN 1-86197-299-7
- Harvie, Christopher Scotland and Nationalism: Scottish Society and Politics 1707-1977 ISBN 0-04-941006-7
- Mackie, J.D. A History of Scotland (Penguin books, 1991) ISBN 0-14-013649-5
- Ryrie, Alec, The Origins of the Scottish Reformation (Manchester: Manchester University Press, 2006) ISBN 0-7190-7105-4
- Sletcher, Michael, 'Scotch-Irish', in Stanley I. Kutler, ed., Dictionary of American History. 10 vols. Charles Scribner’s Sons, New York, 2002.
- Pittock, Murray "A New History of Scotland" ISBN 0-7509-2786-0
- Herman, Arthur "How the Scots Invented the Modern World: The True Story of How Western Europe's Poorest Nation Created Our World & Everything in It" ISBN 0-609-80999-7